# Едвалдо Алвес де Санта Роза
Едвалдо Алвеш да Санта Роса (порт. Edvaldo Alves de Santa Rosa, 26 березня 1934, Масейо — 17 вересня 2002, Ріо-де-Жанейро) — бразильський футболіст, що грав на позиції нападника. Чемпіон світу 1958 року. Один з найкращих футболістів «Фламенго» всіх часів, за який виступав з 1953 по 1964 рік, забивши 244 м'яча в 350-ти матчах.
Після закінчення кар'єри він повернувся у «Фламенго» і залишався там до кінця своїх днів, тренуючи молодих гравців клубу. Діда був відомий тим, що відмовлявся від численних інтерв'ю, які хотіли у нього взяти журналісти. У збірній Бразилії Діда провів 6 матчів і забив 4 м'ячі, а також став з командою чемпіоном світу в 1958 році. Діда помер від раку 17 вересня 2002 року.

## Клубна кар'єра
У дорослому футболі дебютував 1949 року виступами за команду «Америка» (Алагоас), після цього протягом 1950—1953 років захищав кольори клубу «ССА Масейо», з яким виграв чемпіонат штату Алагоас — Лігу Алагоано в 1952 році.
Під час матчу між футбольними командами «Алагоас» і «Параїба» він був помічений представниками «Фламенго» і запрошений на перегляд, після якого остаточно перейшов у цей клуб 1954 року. Відіграв за команду з Ріо-де-Жанейро наступні одинадцять сезонів своєї ігрової кар'єри. Більшість часу, проведеного у складі «Фламенго», був основним гравцем атакувальної ланки команди і з 244 голами. став другим найкращим бомбардиром в історії клубу. З клубом Діда чотири рази вигравав чемпіонат штату Ріо-де-Жанейро, а також одного разу вигравав Турнір Ріо-Сан-Паулу.
З приходом на посаду тренера Флавіо Кости Діда змушений був через конфлікти покинути клуб і протягом 1964—1965 років захищав кольори команди «Португеза Деспортос».
Завершив професійну ігрову кар'єру у колумбійському клубі «Атлетіко Хуніор», за який виступав протягом 1966—1968 років.

## Виступи за збірну
14 травня 1958 року дебютував в офіційних матчах у складі національної збірної Бразилії у матчі проти збірної Болгарії. Через місяць у складі збірної був учасником чемпіонату світу 1958 року у Швеції, здобувши того року титул чемпіона світу. Сам Діда зіграв на турнірі у першій грі проти Австрії, але отримав травму і більше не виходив на поле, відкривши можливість зіграти молодому Пеле, який зачарував світ своїм футболом на мундіалі.
Останній матч у збірній Діда зіграв 29 червня 1961 року проти національної команди Парагваю. Всього протягом кар'єри у національній команді, яка тривала 4 роки, провів у формі головної команди країни 6 матчів, забивши 4 голи. До цього моменту він виграв зі збірною ще два напівофіційні трофеї — Кубок Рока 1957 року та Кубок Освалдо Круза 1958 року.

## Подальше життя
Після закінчення своєї футбольної кар'єри короткий час він був другим тренером «Фламенго», а також працював на інших посадах у структурі клубу.
Помер 17 вересня 2002 року на 69-му році життя у місті Ріо-де-Жанейро від раку.

## Титули і досягнення
- Переможець Ліги Каріока (3):

«Фламенго»: 1954, 1955, 1963
- Чемпіон світу (1):

Бразилія: 1958